# Theodor Burghele
Theodor Burghele (* 2. Februar 1905 in Iași; † 3. Juni 1977 in Bukarest) war ein rumänischer Arzt und Politiker der Rumänischen Kommunistischen Partei PCR (Partidul Comunist Român), der unter anderem zwischen 1972 und 1975 Gesundheitsminister sowie von 1976 bis zu seinem Tode 1977 Präsident der Rumänischen Akademie war.

## Leben
Burghele begann nach dem Schulbesuch ein Studium der Medizin an der Universität Alexandru Ioan Cuza Iași, das er 1929 mit einem Doktorat abschloss. Nach einer ärztlichen Fortbildung von 1930 bis 1931 an der Universität Wien wurde er nacheinander Assistenzarzt, Anästhesist, Stationsarzt sowie Dozent am Lehrstuhl von Nicolae Hortolomei an der Universität Bukarest. Er befasste sich mit Fragen der Urologie, Chirurgie, Herz-Kreislauf-Medizin und entwickelte in der Chirurgie grundlegende persönliche Verfahren. Während des Zweiten Weltkrieges wurde er zudem in den Militärdienst einberufen und war 1941 Arzt am Spitalul Colțea sowie 1942 in Tiraspol. Für seine Verdienste als Militärarzt wurde ihm 1942 das Königin-Maria-Kreuz (Ordinul „Crucea Regina Maria“) sowie der Orden für medizinische Verdienste („Ordinul Sanitar“) verliehen.
Im Januar 1946 übernahm Burghele die Professor der Klinik für Urologie der Medizinischen Fakultät der Universität Bukarest und hatte diese bis 1956 inne. 1948 wurde er Mitglied der Rumänischen Arbeiterpartei PMR (Partidul Muncitoresc Român). 1955 erhielt er den Orden der Arbeit Zweiter Klasse (Ordinul Muncii)Am 2. Juli 1955 wurde er zunächst korrespondierendes Mitglied der Rumänischen Akademie (Academia Republicii Populare Române) sowie am 20. Oktober 1955 Rektor des Instituts für Medizin und Pharmazie der Universität Bukarest und bekleidete dieses Amt bis 1972. Er war zudem zwischen dem 11. Oktober 1960 und dem 18. März 1975 Mitglied des Obersten Rates für Medizin und wurde 1962 zudem Inhaber des Lehrstuhls am Medizinisch-Pharmazeutischen Institut Bukarest. Am 21. März 1963 wurde er Titularmitglied der Rumänischen Akademie. Burghele, der auch Persönlicher Leibarzt von Nicolae Ceaușescu war, wurde 1969 Titularmitglied der Akademie der Medizinischen Wissenschaften (Academia de Științe Medicale). Er war des Weiteren Mitglied der französischen Académie nationale de médecine, Korrespondierendes Mitglied der französischen Akademie für Chirurgie sowie Direktor des Spitalul Panduri.
Am 24. April 1972 übernahm Theodor Burghele als Nachfolger von Dan Enăchescu den Posten als Gesundheitsminister (Ministrul sănătății) im Kabinett Maurer V und hatte dieses Ministeramt zwischen dem 29. März 1974 und dem 18. März 1975 auch im Kabinett Mănescu I inne. Auf einem ZK-Plenum wurde er am 21. Juli 1972 Kandidat des Zentralkomitees (ZK) der PCR und hatte diese Funktion bis zu seinem Tode am 3. Juni 1977 inne. Zugleich fungierte er zwischen dem 21. September 1972 und 1975 als Präsident der Nationalen Kommission für Demografie. Zuletzt wurde er am 23. März 1976 als Nachfolger des am 30. Juni 1975 verstorbenen Miron Nicolescu als Präsident der Rumänischen Akademie (Academia Republicii Socialiste România) und hatte dieses Amt ebenfalls bis zu seinem Tode am 3. Juni 1977 inne.

## Veröffentlichungen
- Vitaminele în chirurgie, 1944
- Rinichiul de șoc, 1962
- Urgențele în urologie, 1967
- The neurogenic bladder in spinal cord injuries, 1970
- Erreures, fautes et risques en urologie, 1971
- Viața și opera Acad. N. Hortolomei (1972)
- Tratatului de patologie chirurgicală, 1975.

in deutscher Sprache
- Operative Urologie. Teil 2, Springer-Verlag Berlin, Göttingen, Heidelberg 1970, ISBN 978-3-540-05142-8